# Vital Moreira

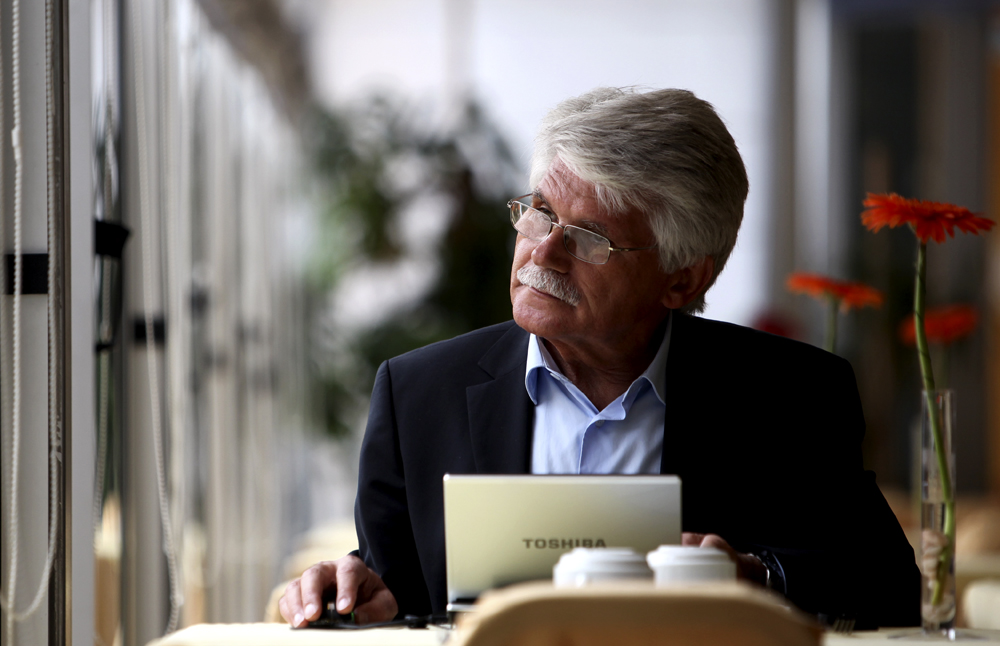
Vital Moreira, 2009

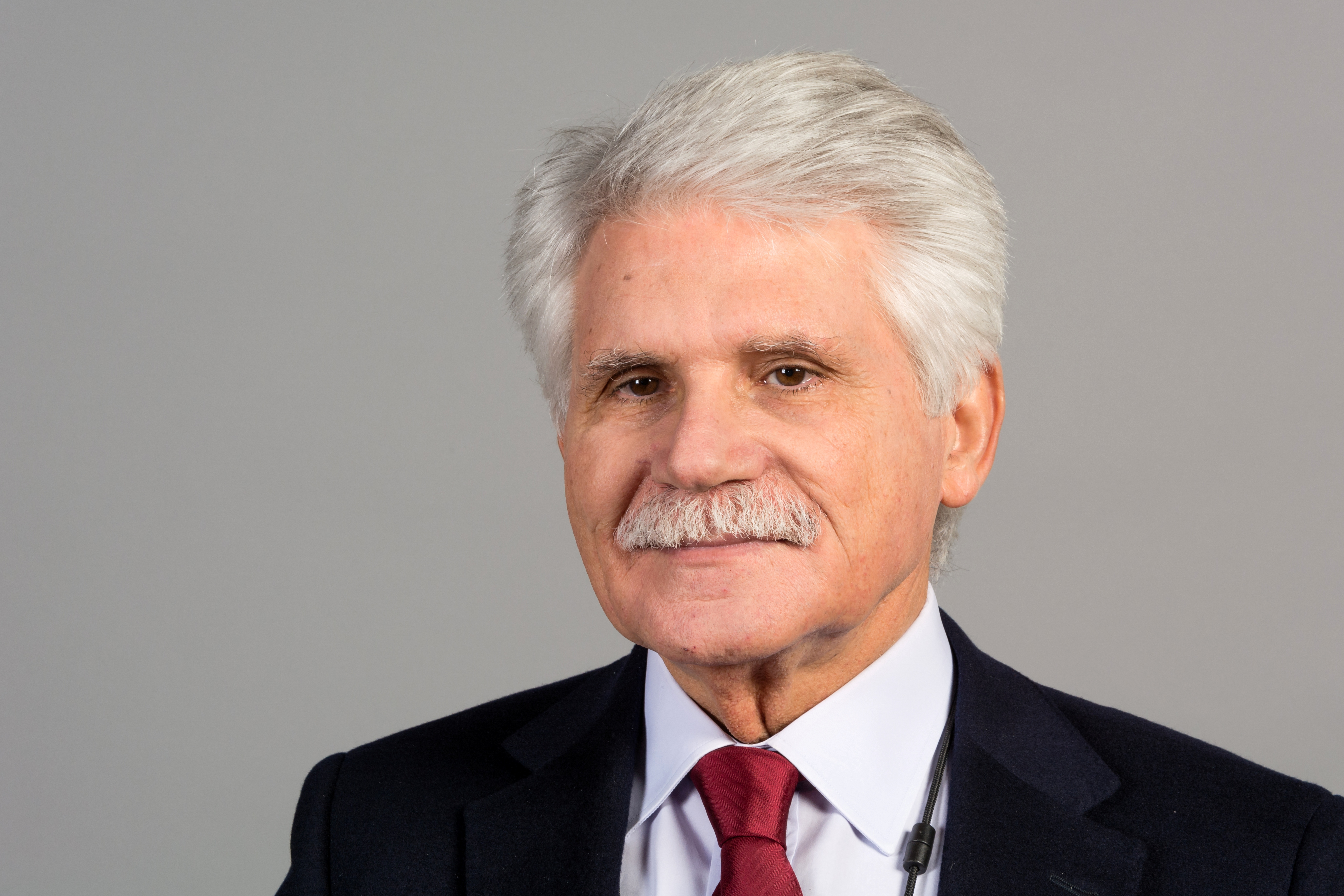
Vital Moreira 2014

Vital Martins Moreira (* 8. November 1944 in Vilarinho do Bairro) ist ein portugiesischer Jurist, Hochschullehrer und Politiker (PCP, PS). Derzeit ist er Mitglied des Europäischen Parlaments.
Moreira studierte und promovierte in Rechtswissenschaften an der Universität Coimbra, wo er auch als assoziierter Professor tätig ist. Er leitet hier unter anderem das Centro de Direitos Humanos (Zentrum für Menschenrechte) und das Centro de Estudos de Direito Público e Regulação (Zentrum für Studien des Öffentlichen Rechts und der Regulierung) an der Juristischen Fakultät.
Nach der Nelkenrevolution 1974 wurde Moreira Mitglied der Partido Comunista Português, für die er in die portugiesische Verfassunggebende Versammlung gewählt wurde; danach war er bis 1983 Mitglied des portugiesischen Parlaments. Von 1983 bis 1989 war Moreira Richter am portugiesischen Verfassungsgericht.
1987 präsentierte Moreira zusammen mit anderen Parteimitgliedern Vorschläge für eine programmatische Erneuerung der PCP, die jedoch in der Partei keinen Erfolg hatten. Nachdem Zita Seabra, die bekannteste Vertreterin der PCP-Dissidenten aus der Partei ausgeschlossen wurde, trat 1990 auch Moreira aus. 1995 wurde er als Unabhängiger auf der Liste der Partido Socialista erneut ins portugiesische Parlament gewählt.
Bei der Europawahl in Portugal 2009 trat Moreira als Spitzenkandidat der PS an und zog erwartungsgemäß ins Europäische Parlament ein. Hier ist er Mitglied der sozialdemokratischen Fraktion S&D und Vorsitzender im Ausschuss für internationalen Handel.
Moreira ist Autor zahlreicher Bücher über verfassungsrechtliche, aber auch wirtschaftliche und andere politische Fragen. Er veröffentlicht regelmäßige Kolumnen, unter anderem in der Zeitung Público.